# Hirechowti, Sorab
Hirechowti là một làng thuộc tehsil Sorab, huyện Shimoga, bang Karnataka, Ấn Độ.